# Zapora Cerro de Oro
Zapora Cerro de Oro (znana także jako Zapora Miguel de la Madrid Hurtado) – zapora i elektrownia wodna na rzece Santo Domingo, zlokalizowana w regionie Papaloapan (Stan Oxaca) w południowym Meksyku. Wraz ze zlokalizowaną na rzece Tonto zaporą Miguel Alemán tworzy system przeciwpowodziowy dla obszaru dorzecza Río Papaloapan w stanie Veracruz. 
Przyczyną powstania zapory stały się powodzie, obserwowane w regionie Papaloapan w latach 1944, 1955, 1958 i 1969. 
Powstanie obiektu przypada na lata 1981-1988. W wyniku spiętrzenia utworzony został sztuczny rezerwuar o powierzchni 22 000 hektarów, połączony kanałem ze sztucznym rezerwuarem powstałym w następstwie budowy zapory Miguel Alemán o powierzchni 47 000 hektarów. W planach jest także utworzenie elektrowni wodnej o mocy 10,8 megawatów.      
Konsekwencją powstania zapory stało się przesiedlenie z miejsca dotychczasowego zamieszkania około 26 tysięcy osób, należących w większości do plemienia Chinantec. Zostali oni przesiedleni do 30 specjalnie przygotowanych wiosek zlokalizowanych w gminie Uxpanapa (południowo-wschodnia część stanu Veracruz).